# Droit gabonais
Le droit gabonais est le droit appliqué au Gabon depuis l'indépendance de la France le 17 août 1960.

## Sources du droit pénal  général au Gabon

### Constitution
Au Gabon la constitution fixe les principes généraux en matière pénale notamment les principes liés à la présomption d'innocence, au respect des droits de la défense, à l'exigence de l'impartialité juridictionnelle ou encore à la célérité de la justice. C'est-à-dire l'exigence constitutionnelle faite au juge lorsqu'il est saisi d'une affaire, de se prononcer dans un délai raisonnable. Tous ces principes sont contenus dans le préambule de la constitution gabonaise.
Au Gabon, les sources internationales du droit pénal sont essentiellement les traités internationaux ratifiés par le Gabon et qui comportent des dispositions pénales. Il s'agit par exemple : des conversations de coopération judiciaires et les textes liés au respect des droits fondamentaux et des libertés individuelles.
```
On y retrouve également les sources communautaires du droit pénal :
```

Il s'agit notamment des règles issues du droit CEMAC avec les enjeux liés à la lutte contre la criminalité transfrontalière, le trafic de fausse monnaie ou encore la lutte contre le blanchissement des capitaux.

### Législation
Le domaine de la loi est, selon l'article 47 de la Constitution :
- l’exercice des droits fondamentaux et devoirs des citoyens ;
- les sujétions imposées aux Gabonais et aux étrangers en leurs personnes et en leurs biens, en vue de l’utilité publique et de la défense nationale notamment ;
- la nationalité, l’état et la capacité des personnes, les régimes matrimoniaux, les successions et les libéralités, le statut des étrangers et l’immigration ;
- l’organisation de l’état civil ;
- la communication audiovisuelle, cinématographique et écrite ;
- les conditions de l’usage de l’informatique afin que soient sauvegardés l’honneur, l’intimité personnelle et familiale des citoyens, ainsi que le plein exercice de leurs droits ;
- le régime électoral de l’Assemblée nationale et des assemblées locales ;
- l’organisation judiciaire, la création de nombreux ordres de juridiction et le statut des magistrats ;
- l’organisation des offices ministériels et publics, les professions d’officiers ministériels ;
- la détermination des crimes et délits ainsi que des peines qui leur sont applicables, la procédure pénale, le régime pénitentiaire et l’amnistie ;
- l’état de mise en garde, l’état d’urgence, l’état d’alerte et l’état de siège ;
- le régime des associations, des partis, des formations politiques et des syndicats ;
- l’assiette, le taux et les modalités de recouvrement des impositions de toute nature, le régime d’émission de la monnaie ;
- le statut général de la fonction publique et les statuts particuliers ;
- les nationalisations d’entreprises et les transferts de propriété d’entreprises du secteur public au secteur privé ;
- la création ou la suppression des établissements et services publics autonomes ;
- l’organisation générale administrative et financière ;
- la création, le fonctionnement et la libre gestion des collectivités territoriales, leurs compétences, leurs ressources et leurs assiettes d’impôts ;
- les conditions de participation de l’État au capital de toutes sociétés et de contrôle par celui-ci de la gestion de ces sociétés ;
- le régime domanial, foncier, forestier, minier et de l’habitat ;
- la protection du patrimoine artistique, culturel et archéologique ;
- la protection de la nature et de l’environnement ;
- le régime de la propriété, des droits réels et des obligations civiles et commerciales ;
- les emprunts et engagements financiers de l’État ;
- les programmes d’action économique et sociale ;
- les conditions dans lesquelles sont présentées et votées les lois de finances et réglés les comptes de la nation;
- les lois de finances déterminant les ressources et les charges de l’État dans les conditions prévues par une loi organique;
- les lois de programme fixant les objectifs de l’État en matière économique, sociale, culturelle et de défense nationale.

En outre, la loi détermine les principes de l'enseignement, de la santé, de la sécurité sociale, du droit du travail et syndical (dont le droit de grève), de la mutualité et de l'épargne, et de l'organisation générale de la défense nationale et de la sécurité publique. L'organisation territoriale est fixée, elle aussi par une loi organique.

## Organisation juridictionnelle

### Juridictions suprêmes spécialisées

#### Cour de cassation
La Cour de cassation est la juridiction suprême pouvant prendre connaissance des affaires en matière pénale, sociale, commerciale, et civile. Il y a quatre chambres (une par matière).

#### Conseil d’État
Il s'agit de la Cour suprême de l'ordre administratif. Il contrôle les activités de l'exécutif et des organes de droit publics.

#### Cour des comptes
Elle contrôle les comptes du gouvernement et des organes publiques et semi-publiques.

#### Cour constitutionnelle
La Cour contrôle la constitutionnalité des lois avant leur promulgation à la demande du chef de l’État, ou d'une des chambres du Parlement. En ce qui concerne les lois en vigueur, l'exception d'inconstitutionnalité est soulevée devant les juridictions.

#### Conseil de sécurité de l’État
Il ne s'agit pas d'une cour permanente, mais elle est constituée en cas d'empêchement du chef de l’État pour haute trahison ou pour violation de son serment. Elle peut aussi juger le Premier ministre, les membres du cabinet, ainsi que les présidents et vice-présidents de la chambres du Parlement.

## Sources

## Compléments